# 圆叶南芥
圆叶南芥（学名：Arabis halleri）为十字花科南芥属下的一个种。

## 扩展阅读
- 維基物種上的相關：圆叶南芥